# Anders Ingman
Anders Ingman, född 1683, död 29 juni 1761, var en svensk borgmästare. 

## Biografi
Anders Ingman föddes 1683. Han var son till kronofogden Anders Ingman och Catharina Streng i Nyland. Ingman arbetade som extra ordinarie kammarskrivare i kammarkollegii och provinskontor. Han blev 2 april 1733 extra ordinarie kammarskrivare i kammarrevisionen och 9 maj 1734 länsbokhållare i Älvsborgs län. Ingman fick hovrättsassessors titel 31 december 1747 och blev borgmästare i Vänersborgs stad 11 juni 1752. Han var riksdagsman vid Sveriges riksdagen 1755–1756. Ingman avled 1761.
Han var även riksdagsman vid Sveriges riksdagen 1760–1762.

### Familj
Ingman var gift med Anna Sofia Höök (1711–1791). De fick tillsammans sonen rådmannen Anders Fredrik Ingman (1741–1819).